# Gorban
Gorban est une commune roumaine située dans le județ de Iași.